# Lukavice (ort i Tjeckien, Olomouc)
Lukavice är en ort i Tjeckien.   Den ligger i regionen Olomouc, i den östra delen av landet, 180 km öster om huvudstaden Prag. Lukavice ligger 261 meter över havet och antalet invånare är 937.
Terrängen runt Lukavice är varierad. Lukavice ligger nere i en dal som går i nord-sydlig riktning.Runt Lukavice är det ganska tätbefolkat, med 129 invånare per kvadratkilometer. Närmaste större samhälle är Mohelnice, 5,1 km söder om Lukavice. Trakten runt Lukavice består till största delen av jordbruksmark.